# David Goldblatt
David Goldblatt, född 29 november 1930 i Randfontein nära Johannesburg, död 25 juni 2018 i Johannesburg, var en sydafrikansk fotograf.
David Goldblatt är en av Sydafrikas mest namnkunniga fotografer. Han började med fotografi redan i tonåren och han drömde länge om att bli tidskriftsfotograf. 1963, efter sin fars död, sålde han familjeföretaget och började helhjärtat ägna sig åt fotografi. Först år 2000 började han arbeta med färgfotografi.
De flesta av Goldblatts arbeten utgörs av fotografiska berättelser i vilka han kritiskt observerar en del av de villkor och värderingar som ligger till grund för det Sydafrikanska samhället, från apartheidtiden, dess fall och genom demokratiseringsprocessen fram till idag. 

År 2006 tilldelades han Hasselbladpriset med motiveringen: 
"David Goldblatts arbeten är en livslång betraktelse av de sociala och politiska förändringarna i det sydafrikanska samhället. Han undersöker relationen mellan den enskilda människan och de strukturer hon lever i. Hans intresse för Sydafrikas våldsamma historia och hans medvetenhet om arkitekturens symboliska betydelse ger en ovanlig framställning som är både personlig och socialpolitisk. Fotografi uppenbarar, med David Goldblatts ord, ’något av skärpan och tvetydigheten i våra föränderliga och ofta motsägelsefulla verklighetsuppfattningar’. Hans skarpsinniga historiska och politiska observationer skapar en känsla för vardagslivet i Sydafrika och bidrar med viktig och saknad information om livet under apartheid."

## Ett urval bildsviter
- Some Afrikaners är resultatet av ett försök att finna ursprung och kännetecken i ’Afrikaner Nationalism’, framför allt hos arbetarklassen.
- Johannesburg People utgörs av en bildsvit från det dagliga livet under apartheid i Soweto och i Pageview (Fietas), en indisk förort som förstördes för att ge utrymme för de vita.
- The Transported är en berättelse om arbetarnas långa och slitsamma dagliga bussresor till och från arbetet. Scener med människor som genom apartheidpolitiken tvingades bo flera timmars resväg från industrier och arbetsplatser.
- Particulars, visar Goldblatts intresse för detaljer av kroppsdelar. Fotografierna avslöjar också attityd, klasstillhörighet och kultur genom kroppsspråk, accessoarer och klädsel.
- Structures visar sydafrikanska strukturer, både faktiska och idémässiga, som uttryck för värderingar och etiska normer.
- In Boksburg skildrar den vita medelklassens liv i en sydafrikansk småstad. I denna serie tränger Goldblatt in i frågeställningen hur det är möjligt att vara laglydig och skötsam när man lever i ett system som är fullt av missförhållanden och vanvett.